# Lijst van rijksmonumenten in Bavel
De plaats Bavel telt 11 inschrijvingen in het rijksmonumentenregister. Hieronder een overzicht.
| Object                                                                                                | Oorspronkelijke functie?  | Bouwjaar      | Architect          | Locatie            | Coördinaten?                  | Nr.?   | Afbeelding                                                        |
| --- | ------------------------- | ------------- | ------------------ | ------------------ | ----------------------------- | ------ | ----------------------------------------------------------------- |
| Boerderij van het Kempische langgeveltype                                                             | Boerderij                 |               |                    | Bolbergseweg 7     | 51° 33' 56" NB, 4° 50' 38" OL | 30488  | Meer afbeeldingen                                                 |
| Boerderij van het Kempische langgeveltype                                                             | Boerderij                 |               |                    | Bolbergseweg 14    | 51° 33' 57" NB, 4° 50' 45" OL | 30489  | Meer afbeeldingen                                                 |
| De Hoop                                                                                               | Industrie- en poldermolen | 1865          |                    | Schoutenlaan 77    | 51° 34' 8" NB, 4° 49' 22" OL  | 30490  | Meer afbeeldingen                                                 |
| Boerderij van het Kempische langgeveltype, met houten schuur                                          | Boerderij                 |               |                    | Dorstseweg 31      | 51° 34' 29" NB, 4° 49' 36" OL | 30491  | Meer afbeeldingen                                                 |
| Boerderij van het Kempische langgeveltype, met houten schuur                                          | Boerderij                 |               |                    | Dorstseweg 4A/B    | 51° 34' 16" NB, 4° 49' 36" OL | 30492  | Boerderij van het Kempische langgeveltype, met houten schuur      |
| R. K. Pastorie. Klassicistisch huis, waarvan het middenrisaliet door halfronde Dorische zuilen geleed | Kerkelijke dienstwoning   | ca. 1840      |                    | Kerkstraat 8       | 51° 33' 58" NB, 4° 49' 49" OL | 30493  | Meer afbeeldingen                                                 |
| H. Maria Hemelvaartkerk                                                                               | Kerk en kerkonderdeel     | 1885-88       | J.J. van Langelaar | Brigidastraat 1    | 51° 33' 55" NB, 4° 49' 47" OL | 30494  | Meer afbeeldingen                                                 |
| Dorpshuis met zadeldak, ramen met kleine roedenverdeling                                              | Woonhuis                  | eind 18e eeuw |                    | Seminarieweg 1     | 51° 34' 13" NB, 4° 49' 30" OL | 30495  | Meer afbeeldingen                                                 |
| Dorpshuis met zadeldak, ramen met kleine roedenverdeling                                              | Woonhuis                  | eind 18e eeuw |                    | Seminarieweg 2     | 51° 34' 13" NB, 4° 49' 31" OL | 30496  | Meer afbeeldingen                                                 |
| Boerderij van het Kempische langgeveltype                                                             | Boerderij                 |               |                    | Tiendweg 1         | 51° 34' 11" NB, 4° 51' 32" OL | 30497  | Boerderij van het Kempische langgeveltype                         |
| Boerderij van het Kempische langgeveltype, met karschop en schuur                                     | Boerderij                 |               |                    | Dorstseweg 10      | 51° 34' 27" NB, 4° 49' 38" OL | 507757 | Boerderij van het Kempische langgeveltype, met karschop en schuur |
| Kerkhofkapel annex baarhuisje, en hekwerk                                                             | Kapel                     | 1898          |                    | Kerkstraat bij 1   | 51° 33' 57" NB, 4° 49' 44" OL | 519045 | Meer afbeeldingen                                                 |
| Wit Gele Kruisgebouw Bethanie                                                                         | Klooster, kloosteronderdl | 1922          |                    | Kloosterstraat 5   | 51° 33' 56" NB, 4° 49' 49" OL | 519046 | Meer afbeeldingen                                                 |
| Woonhuis gebouwd voor de arbeider Woutherus de Jong                                                   | Woonhuis                  | 1860          |                    | Kloosterstraat 57  | 51° 33' 51" NB, 4° 50' 10" OL | 519049 | Woonhuis gebouwd voor de arbeider Woutherus de Jong               |
| Boerderij opgetrokken in ambachtelijk-traditionele stijl                                              | Boerderij                 | 1928          |                    | Lijndonkseweg 12   | 51° 34' 11" NB, 4° 51' 19" OL | 519122 | Meer afbeeldingen                                                 |
| Schuur, deel uitmakend van een boerderijcomplex                                                       | Boerderij                 | 1928          |                    | Lijndonkseweg 12   | 51° 34' 11" NB, 4° 51' 19" OL | 519123 | Upload foto                                                       |
| Boerderij van het kortgeveltype                                                                       | Boerderij                 | 1858          |                    | Klein Wolfslaar 13 | 51° 33' 39" NB, 4° 48' 51" OL | 519119 | Meer afbeeldingen                                                 |
| Put behorende tot een boerderijcomplex                                                                | Boerderij                 | 1928          |                    | Lijndonkseweg 12   | 51° 34' 11" NB, 4° 51' 19" OL | 526111 | Upload foto                                                       |